# بیماری‌های آشکار
بیماری‌های آشکار (به انگلیسی: Explicit Ills) فیلمی محصول سال ۲۰۰۹ و به کارگردانی مارک وبر است. در این فیلم بازیگرانی همچون فرانسیسکو بورگوس، پل دینو، رزاریو داوسون، نائومی هریس، لو تیلور پاچی، فرانکی شا و بلک ثوت ایفای نقش کرده‌اند.